# Бели Нил (провинция)
Бели Нил (на арабски: النيل الأبيض) е една от 15-те провинции на Судан. Площта ѝ е приблизително 30 411 км2, а населението e 2 493 900 души (по проекция от юли 2018 г.). Главен град на провинцията е Рабак.